# Улица Милете Јакшића (Београд)
| Улица Уроша Тројановића | Улица Уроша Тројановића |
| ----------------------- | ----------------------- |
|                         |                         |
| Општина                 | Звездара                |
| Почетак                 | Вељка Дугошевића 38     |
| Крај                    | Уроша Тројановића       |
| Дужина                  | 127 m                   |
| Ширина                  | 5 m                     |
| Створена                | 1940.године             |
|                         |                         |
|                         |                         |
| Улица ноћу              |                         |

Улица Милете Јакшића се налази у Београду, на Општини Звездара. Протеже се од улице Вељка Дугошевића 38, све до улице Уроша Тројановића. Улица је дугачка 127 метара.

## Порекло назива улице
Улица је добила назив још 1940. године, по познатом српском песнику и приповедачу Милети Јакшићу. Он је био братанац Ђуре Јакшића. Такође, Милета је био и православни свештеник, од 1904. до 1921. године у Српској Црњи. Године 1921. Милета се распопио и постаје библиотекар у Матици српској. Милета је радио и у Министарству социјалне политике као секретар. Књижевношћу почиње да се бави још у гимназији.

## Значајни објекти у близини[3]
- Пошта
- Основна школа „1300 каплара”
- Медицинска школа Звездара
- Техноарт Београд, школа за машинство и уметничке занате
- Висока школа ликовних и примењених уметности струковних студија
- Ново гробље

## Линије градског превоза
Градски аутобуси који пролазе близу ове улице су аутобуси бр. 65,66 и 74.